# Список клиентов (телесериал)
«Список клиентов» (англ. The Client List) — американский телесериал, основанный на телефильме 2010 года «Список клиентов». Премьера сериала состоялась 8 апреля 2012 года на женском кабельном телеканале Lifetime. Так же, как и в оригинальном фильме, Дженнифер Лав Хьюитт стала исполнительницей главной роли и исполнительным продюсером сериала. 1 ноября 2013 года Lifetime закрыл сериал из-за конфликта и творческих разногласий с Лав Хьюитт, которая хотела, чтобы её муж Брайан Хэллисей был выдвинут на первый план в будущих эпизодах.

## Сюжет
В центре сюжета Райли Паркс, обычная домохозяйка из Техаса, которая, после того, как от неё сбегает муж, устраивается на работу в массажный салон, но вскоре понимает, что ей придется предоставлять клиентам не только массаж. В конечном счете салонный бизнес достаётся Райли.
Перезагрузка фильма рассказывает о том, как главная героиня будет пытаться устроить свою жизнь, имея двоих детей и сомнительный бизнес, в котором работает множество сексуальных, опасных и непредсказуемых женщин.

## В ролях

### Основной состав
- Дженнифер Лав Хьюитт — Райли Паркс
- Лоретта Дивайн — Джорджия, хозяйка массажного салона[6]
- Колин Игглсфилд — Эван, брат Кайла[7]
- Ребекка Филд — Лейси, лучшая подруга Райли со школьных времён[8]
- Сибилл Шеперд — Линетт Монтгомери, мать Райли[9]
- Алисия Лагано — Селена Рамос, массажистка в салоне, которая любит оказывать дополнительные услуги
- Брайан Хэллисей — Кайл Паркс, муж Райли, который бросил свою семью
- Кэтлин Йорк — Джолин (сезон 1), сотрудница массажного салона[10]
- Нэтари Наутон — Кендра (сезон 1), трудолюбивая массажистка в салоне[11]
- Лаура Ли — Никки Шеннон (сезон 2), новая массажистка во втором сезон

### Второстепенный состав
- Роб Майес — Дерек (сезон 2), новый массажист, парень Селены
- Тайлер Шампейн — Трэвис Паркс, сын Райли
- Кэссиди Гойтерслоу — Кэти Паркс, дочь Райли
- Дези Лайдик — Ди Энн, массажистка, работающая в салоне
- Элизабет Рём — Тэйлор, женщина из прошлого Кайла
- Тэмми Таунсенд — Карина Лейк

## Разработка и производство
10 августа 2011 года было объявлено что «Lifetime» собираются снять сериал-продолжение телефильма 2010 года «Список клиентов». Было объявлено что Дженнифер Лав Хьюитт, сыгравшая в телефильме, будет играть главную роль а также выступит продюсером. Сериал считается ремейком, а не прямым продолжением сюжетной линии фильма. В первом сезоне запланировано 10 эпизодов. 26 мая 2012 года стало известно что сериал продлен на второй сезон.